# Platyarthrus haplophthalmoides
Platyarthrus haplophthalmoides is een pissebed uit de familie Platyarthridae. De wetenschappelijke naam van de soort is voor het eerst geldig gepubliceerd in 1932 door Arcangeli.